# Liste der Kulturdenkmale in Floh-Seligenthal
Die Liste der Kulturdenkmale in Floh-Seligenthal umfasst die als Ensembles, Straßenzüge und Einzeldenkmale erfassten Kulturdenkmale in der thüringischen Gemeinde Floh-Seligenthal im Landkreis Schmalkalden-Meiningen mit dem Stand vom 24. Februar 2025.
Die Angaben in der Liste ersetzen nicht die rechtsverbindliche Auskunft der zuständigen Denkmalschutzbehörde.

## Legende
- Bild: zeigt ein Bild des Kulturdenkmals und gegebenenfalls einen Link zu weiteren Fotos des Kulturdenkmals im Medienarchiv Wikimedia Commons
- Bezeichnung: Name, Bezeichnung oder die Art des Kulturdenkmals
- Lage: Wenn vorhanden Straßenname und Hausnummer des Kulturdenkmals; Grundsortierung der Liste erfolgt nach dieser Adresse. Der Link Karte führt zu verschiedenen Kartendarstellungen und nennt die Koordinaten des Kulturdenkmals.
 Kartenansicht, um Koordinaten zu setzen – in dieser Kartenansicht sind Kulturdenkmale ohne Koordinaten mit einem roten bzw. orangen Marker dargestellt und können in der Karte gesetzt werden. Kulturdenkmale ohne Bild sind mit einem blauen bzw. roten Marker gekennzeichnet, Kulturdenkmale mit Bild mit einem grünen bzw. orangen Marker.
- Datierung: gibt das Jahr der Fertigstellung beziehungsweise das Datum der Erstnennung oder den Zeitraum der Errichtung an
- Beschreibung: bauliche und geschichtliche Einzelheiten des Kulturdenkmals, vorzugsweise die Denkmaleigenschaften
- ID: Die ID identifiziert das Kulturdenkmal eindeutig. In Thüringen sind aktuell keine IDs veröffentlicht. In der ID-Spalte kann sich auch folgendes Icon  befinden, dies führt zu Angaben zu diesem Kulturdenkmal bei Wikidata.

## Ensembles
| Bild | Bezeichnung                                            | Lage | Datierung | Beschreibung | ID |
| --- | ------------------------------------------------------ | --- | --------- | ------------ | -- |
| [[Vorlage:Bilderwunsch/code!/O:!/C:50.753611,10.478951!/D:Am Hügel 1, 10; Schmalkalder Straße 1, 2, 3, 5, 7, 11, 12, 13, 14, 15, 16, 17, 19, 21, 24, 25; Tambacher Straße 2, 22, 23, 24, 25, 26, 27, 29, 31, 33, 35, 37, 39, 41, 44, 56, 64, Bauliche Gesamtanlage Historischer Ortskern Floh!/\|BW]] | Bauliche Gesamtanlage Historischer Ortskern Floh       | Floh, Am Hügel 1, 10; Schmalkalder Straße 1, 2, 3, 5, 7, 11, 12, 13, 14, 15, 16, 17, 19, 21, 24, 25; Tambacher Straße 2, 22, 23, 24, 25, 26, 27, 29, 31, 33, 35, 37, 39, 41, 44, 56, 64 (Karte)                             |           |              |    |
| BW | Ortskern Hohleborn                                     | Hohleborn, Heubergstraße 18, 22, 24, 28, 31, 33, 37 (Karte) |           |              |    |
| BW | Ortskern Kleinschmalkalden                             | Kleinschmalkalden (Karte) |           |              |    |
| [[Vorlage:Bilderwunsch/code!/O:!/C:50.766244,10.472288!/D:Bahnhofstraße 2, 4, 6; Gothaer Straße 13–15 & 17 & 19–39 & 44–48 & 50 & 52 & 54 & 56 & 58 & 62 & 64 & 66–72 & 74–76 & 79 & 81 & 83 & 85 & 87 & 91 & 93 & 95 & 97; Haderhofstraße 8; Stahlbergstraße 11, Ortskern Seligenthal!/\|BW]]        | Ortskern Seligenthal                                   | Seligenthal, Bahnhofstraße 2, 4, 6; Gothaer Straße 13–15 & 17 & 19–39 & 44–48 & 50 & 52 & 54 & 56 & 58 & 62 & 64 & 66–72 & 74–76 & 79 & 81 & 83 & 85 & 87 & 91 & 93 & 95 & 97; Haderhofstraße 8; Stahlbergstraße 11 (Karte) |           |              |    |
| BW | Kennzeichnendes Straßenbild Häuserzeile Gothaer Straße | Seligenthal, Gothaer Straße 103, 107, 109, 111 (Karte) |           |              |    |

## Einzeldenkmale nach Gemarkungen

### Floh
| Bild                                    | Bezeichnung                                                    | Lage                                                              | Datierung | Beschreibung | ID |
| --------------------------------------- | -------------------------------------------------------------- | ----------------------------------------------------------------- | --------- | ------------ | -- |
| BW                                      | Gemeindeamt mit Innenausstattung                               | Floh, Bahnhofstraße 4, 4a; Höhnbergstraße (Karte)                 |           |              |    |
| BW                                      | Gemeindehaus mit Innenausstattung                              | Floh, Bahnhofstraße 46 (Karte)                                    |           |              |    |
| Direkt Bild zu diesem Denkmal hochladen | Brunnen                                                        | Floh, Schmalkalder Straße o. Nr.                                  |           |              |    |
| BW                                      | Gefallenendenkmal                                              | Floh, Schmalkalder Straße o. Nr.; Schmalkalder Straße 19a (Karte) |           |              |    |
| BW                                      | Wohnhaus mit Innenausstattung                                  | Floh, Schmalkalder Straße 19 (Karte)                              |           |              |    |
| weitere Bilder Fotos hochladen          | Kirche mit Ausstattung und Kirchhof / Evangelische Kirche      | Floh, Schmalkalder Straße 19a (Karte)                             |           |              |    |
| BW                                      | Gasthof mit Innenausstattung / Höhnblick                       | Floh, Tambacher Straße 41; Gartenstraße (Karte)                   |           |              |    |
| BW                                      | Gasthaus mit Nebengebäude und Innenausstattung / Gasthaus Böhm | Floh, Tambacher Straße 64 (Karte)                                 |           |              |    |

### Seligenthal
| Bild                                    | Bezeichnung                                                      | Lage                                                                             | Datierung | Beschreibung | ID |
| --------------------------------------- | ---------------------------------------------------------------- | -------------------------------------------------------------------------------- | --------- | ------------ | -- |
| BW                                      | Wohnhaus mit Ausstattung                                         | Seligenthal, Bahnhofstraße 2 (Karte)                                             |           |              |    |
| Direkt Bild zu diesem Denkmal hochladen | Zechengebäude mit Ausstattung und Nebengebäude / Grube Stahlberg | Seligenthal, Gieselsbergstraße 12                                                |           |              |    |
| BW                                      | Wohnhaus mit Hof, Nebengebäude und Ausstattung                   | Seligenthal, Gothaer Straße 13 (Karte)                                           |           |              |    |
| BW                                      | Wohnhaus                                                         | Seligenthal, Gothaer Straße 15 (Karte)                                           |           |              |    |
| BW                                      | Wohnhaus mit Hof, Nebengebäude und Ausstattung                   | Seligenthal, Gothaer Straße 68, 70 (Karte)                                       |           |              |    |
| BW                                      | Gehöft                                                           | Seligenthal, Gothaer Straße 71 (Karte)                                           |           |              |    |
| BW                                      | Wohnhaus mit Hof, Nebengebäude und Ausstattung                   | Seligenthal, Gothaer Straße 87 (Karte)                                           |           |              |    |
| weitere Bilder Fotos hochladen          | Gefallenendenkmal                                                | Seligenthal, Stahlbergstraße o. Nr. (Karte)                                      |           |              |    |
| weitere Bilder Fotos hochladen          | Kirche mit Ausstattung und Kirchhof, Kirchhofmauer und Portal    | Seligenthal, Stahlbergstraße 11 (Karte)                                          |           |              |    |
| Direkt Bild zu diesem Denkmal hochladen | Kalkofen                                                         | Seligenthal, von Ortseingangsschild aus Richtung Hohleborn rechterhand 220 Meter |           |              |    |

### Kleinschmalkalden
| Bild                                    | Bezeichnung | Lage                                                          | Datierung | Beschreibung | ID |
| --------------------------------------- | --- | ------------------------------------------------------------- | --------- | ------------ | -- |
| Direkt Bild zu diesem Denkmal hochladen | Bahnhof mit Ausstattung und Packhaus                                                                                    | Kleinschmalkalden, Bahnhofstraße 1                            |           |              |    |
| BW                                      | Wohn- und Geschäftshaus mit Fabrikgebäude, Scheune, Hof, Pflasterung und Einfriedung / ehem. Korbwarenfabrik Aschenbach | Kleinschmalkalden, Brotteroder Straße 9 (Karte)               |           |              |    |
| BW                                      | Mühle mit Wohnhaus und Bäckerei                                                                                         | Kleinschmalkalden, Friedrichrodaer Straße 1 (Karte)           |           |              |    |
| BW                                      | Spritzenhaus | Kleinschmalkalden, Friedrichrodaer Straße 2 (Karte)           |           |              |    |
| BW                                      | Wohnhaus | Kleinschmalkalden, Friedrichrodaer Straße 9 (Karte)           |           |              |    |
| weitere Bilder Fotos hochladen          | Kirche mit Ausstattung und Kirchhof                                                                                     | Kleinschmalkalden, Kirchgasse 1 (Karte)                       |           |              |    |
| Direkt Bild zu diesem Denkmal hochladen | Schule mit Ausstattung                                                                                                  | Kleinschmalkalden, Kirchgasse 1                               |           |              |    |
| Direkt Bild zu diesem Denkmal hochladen | Brücke | Kleinschmalkalden, Ortsstraße, gegenüber 'Gasthof zum Hirsch' |           |              |    |
| BW                                      | Wohnhaus | Kleinschmalkalden, Ortsstraße 136 (Karte)                     |           |              |    |
| BW                                      | Postamt | Kleinschmalkalden, Ortsstraße 29 (Karte)                      |           |              |    |
| BW                                      | Wohnhaus | Kleinschmalkalden, Ortsstraße 98 (Karte)                      |           |              |    |
| Direkt Bild zu diesem Denkmal hochladen | Wohnhaus mit Ausstattung                                                                                                | Kleinschmalkalden, Schmalkalder Straße 1                      |           |              |    |
| Direkt Bild zu diesem Denkmal hochladen | Leichenhalle | Kleinschmalkalden, Zimmergasse 9                              |           |              |    |
| weitere Bilder Fotos hochladen          | Kirche mit Ausstattung und Kirchhof / Gothaische Kirche                                                                 | Kleinschmalkalden, Zimmergasse 9 (Karte)                      |           |              |    |
| Direkt Bild zu diesem Denkmal hochladen | Gedenkstein | Kleinschmalkalden                                             |           |              |    |
| Direkt Bild zu diesem Denkmal hochladen | Kapelle mit Ausstattung                                                                                                 | Kleinschmalkalden, Mittelberg                                 |           |              |    |
| Direkt Bild zu diesem Denkmal hochladen | Grenzstein | Kleinschmalkalden, Landstraße nach Friedrichroda              |           |              |    |
| Direkt Bild zu diesem Denkmal hochladen | Gefallenendenkmal | Kleinschmalkalden, Ecke Brotteroder Straße/Wiebachsgasse      |           |              |    |

### Schnellbach
| Bild                           | Bezeichnung | Lage                | Datierung | Beschreibung | ID |
| ------------------------------ | ----------- | ------------------- | --------- | ------------ | -- |
| weitere Bilder Fotos hochladen | Kirche      | Schnellbach (Karte) |           |              |    |

### Struth-Helmershof
| Bild | Bezeichnung | Lage                                      | Datierung | Beschreibung | ID |
| ---- | ----------- | ----------------------------------------- | --------- | ------------ | -- |
| BW   | Kirche      | Struth-Helmershof, Flurstück 1312 (Karte) |           |              |    |